# 구본영 (1947년)
구본영(具本英, 1947년 5월 24일~2009년 1월 5일)은 대한민국의 경제학자이자 경제관료이다.
서울고등학교와 서울대학교 경제학과를 나온 후, 미국 조지 워싱턴 대학교에서 경제학 박사학위를 받았다.
KDI(한국개발연구원) 수석연구원을 거쳐, 강경식 재무장관과 신병현·김만제 부총리겸 경제기획원장의 자문관을 지냈다. 1986년 경제기획원 대외경제조정실 제3협력관으로 관계(官界)에 입문한후, 김영삼 대통령 내각에서 교통부 차관 및 과학기술처 차관, 주미국 대한민국 대사관 공사, 대통령비서실 경제수석비서관, 과학기술처 장관, 초대 OECD 대사를 역임했다. 공직퇴임후에는 김앤장 법률사무소의 상임고문으로 활동했다.